# ارنی بروکس (بازیکن فوتبال)
ارنی بروکس (انگلیسی: Ernie Brooks; ۲۰ نوامبر ۱۸۹۲ – ۱۹۷۵ (۸۲−۸۳ سال)) بازیکن فوتبال بود.
از باشگاه‌هایی که در آن بازی کرده‌است می‌توان به باشگاه فوتبال گریمزبی تاون و باشگاه فوتبال لستر سیتی اشاره کرد.